# تپه دولت‌آباد (بوئین‌زهرا)
تپه دولت‌آباد۲ مربوط به دوران‌های تاریخی پس از اسلام است و در شهرستان بوئین‌زهرا، ابتدای کمربندی بوئین‌زهرا به اشتهارد واقع شده و این اثر در تاریخ ۲۵ اسفند ۱۳۸۰ با شمارهٔ ثبت ۵۴۷۵ به‌عنوان یکی از آثار ملی ایران به ثبت رسیده است.